# بيل بويد (لاعب كرة قاعدة)
بيل بويد (بالإنجليزية: Bill Boyd)‏ هو لاعب كرة قاعدة أمريكي، ولد في 22 ديسمبر 1852 في نيويورك في الولايات المتحدة، وتوفي في 1 أكتوبر 1912 في جامايكا ‏ في الولايات المتحدة.

## وصلات خارجية
- بيل بويد على موقعبيزبول رفرنس.كوم (الدوري الرئيسي) (الإنجليزية)